# Keenan Wynn

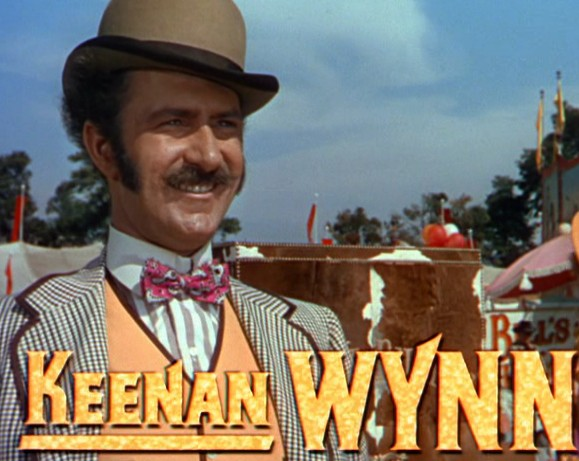
Escena de Annie Get Your Gun (La reina del Oeste (1950).

Francis Xavier Aloysius James Jeremiah Keenan Wynn (Nueva York; 27 de julio de 1916 – 14 de octubre de 1986), conocido simplemente como Keenan Wynn, fue un actor de reparto estadounidense, miembro de una conocida familia del mundo del espectáculo. 

## Biografía
Su padre era el actor de vodevil de origen judío Ed Wynn, y su madre era Hilda Keenan, de origen irlandés y católica. Su nombre procedía de su abuelo materno, Frank Keenan, uno de los primeros actores de Broadway que triunfaron en Hollywood. 
Keenan Wynn se convirtió en actor gracias al estímulo de su padre. Ambos actuaron juntos en la producción televisiva de Rod Serling Requiem for a Heavyweight (1956), así como en The Man in the Funny Suit (1960), un drama en el que detallaban los problemas que habían experimentado al trabajar juntos; los Wynns, Serling, y buena parte del reparto actuaron en ese programa como ellos mismos. 
Keenan Wynn actuó en cientos de películas cinematográficas y programas televisivos entre 1934 y 1986. Las primeras actuaciones importantes de Wynn se pueden ver en See Here Private Hargrove (1944), Under the Clock (1945), Week-End at the Waldorf (1945), The Hucksters (1947) y Annie Get Your Gun (La reina del Oeste) (1950). También tuvo un papel en Kiss Me, Kate (1953) y The Man in the Gray Flannel Suit (El hombre del traje gris) (1956). Fue el promotor Jerry Marks en la película de Frank Capra A Hole In The Head (Millonario de ilusiones) (1959). Quizás su papel más conocido es el del coronel del ejército de los Estados Unidos "Bat" Guano en Dr. Strangelove, del año 1964, año en el que protagonizó junto a Jerry Lewis la comedia The Patsy (Jerry Calamidad). Fue el villano Alonzo Hawk en las películas de la serie "flubber", The Absent-Minded Professor (Un sabio en las nubes) (1961) y Son of Flubber (El sabio en apuros) (1963), en la cual también trabajaba su padre. Wynn hizo un papel dramático como el duro Yost en Point Blank (A quemarropa) (1967), junto a Lee Marvin. Interpretó a Hezakiah en la película de 1965 La carrera del siglo. Fue la voz del Winter Warlock en el clásico navideño Santa Claus Is Comin' to Town. Actuó junto a Charles Bronson y Jan-Michael Vincent en The Mechanic. También trabajó en otras producciones Disney, incluyendo Herbie Rides Again (Herbie, un volante loco) (1974) y The Shaggy D.A. (Un candidato muy peludo) (1976). Interpretó un papel no acreditado en Touch of Evil. Otras películas en las que actuó fueron Finian's Rainbow, Laserblast, Piraña (de Joe Dante), Nashville (de Robert Altman), y Orca, la ballena asesina, de Dino De Laurentiis, además del filme de culto Parts: The Clonus Horror. Apareció de manera regular en la serie Dallas entre 1979 y 1980, interpretando a "Digger Barnes".
En Los Goonies (1985 - Ricard Donner) es Chester Copperpot
En sus últimos años, Wynn apoyó a diversos grupos filantrópicos. Fue miembro activo de la organización Sertoma International, en Los Ángeles, durante muchos años, hasta su fallecimiento a causa de un cáncer a los 70 años de edad. Estuvo casado en tres ocasiones: con Eve Lynn Abbott de 1938 a 1947, fecha en que se divorciaron; con Betty Jane Butler, de 1949 a 1953, fecha en que también se divorció, y finalmente con Sharley Hudson, desde 1954 hasta el momento de la muerte de Wynn. Tuvo cinco hijos.